# Monio Viegas I de Ribadouro
Monio Viegas I de Ribadouro o Gasco Viegas (950-1022) fue un caballero medieval que luchó contra los moros de Almanzor en Portugal.
Ricohombre y señor de Ribadouro, nació en Gascuña y llegó a Portugal para unirse a las fuerzas de Ramiro III de León contra los moros.
Fue el fundador del Monasterio de Villa-Boas y padre de Garcia Moniz de Ribadouro.